# Аркыт
Аркыт — село в Кош-Агачском муниципальном районе Республики Алтай. Входит в Джазаторское сельское поселение.
Село расположено в межгорной долине, на левом берегу реки Аргут.

## Этимология
В словаре топонимов Горного Алтая дано такое определение названия: «Архыт (тюркское), монгольское архот — бурдюк, представляющий собой большую из четырёх кож сшитую посудину, в которой делается и хорошо хранится кумыс…».

## Население
| 2010 | 2011 | 2012 | 2013 | 2014 | 2015 | 2016 |
| ---- | ---- | ---- | ---- | ---- | ---- | ---- |
| 64   | →64  | ↘63  | →63  | →63  | →63  | ↘62  |

Национальный состав
Согласно результатам переписи 2002 года, в национальной структуре населения алтайцы составляли 90 % от общей численности населения в 91 жителей